# П'єве-а-Нієволе
П'єве-а-Нієволе (італ. Pieve a Nievole) — муніципалітет в Італії, у регіоні Тоскана,  провінція Пістоя.
П'єве-а-Нієволе розташовані на відстані близько 260 км на північний захід від Рима, 36 км на захід від Флоренції, 11 км на південний захід від Пістої.
Населення — 9318 осіб (2014).

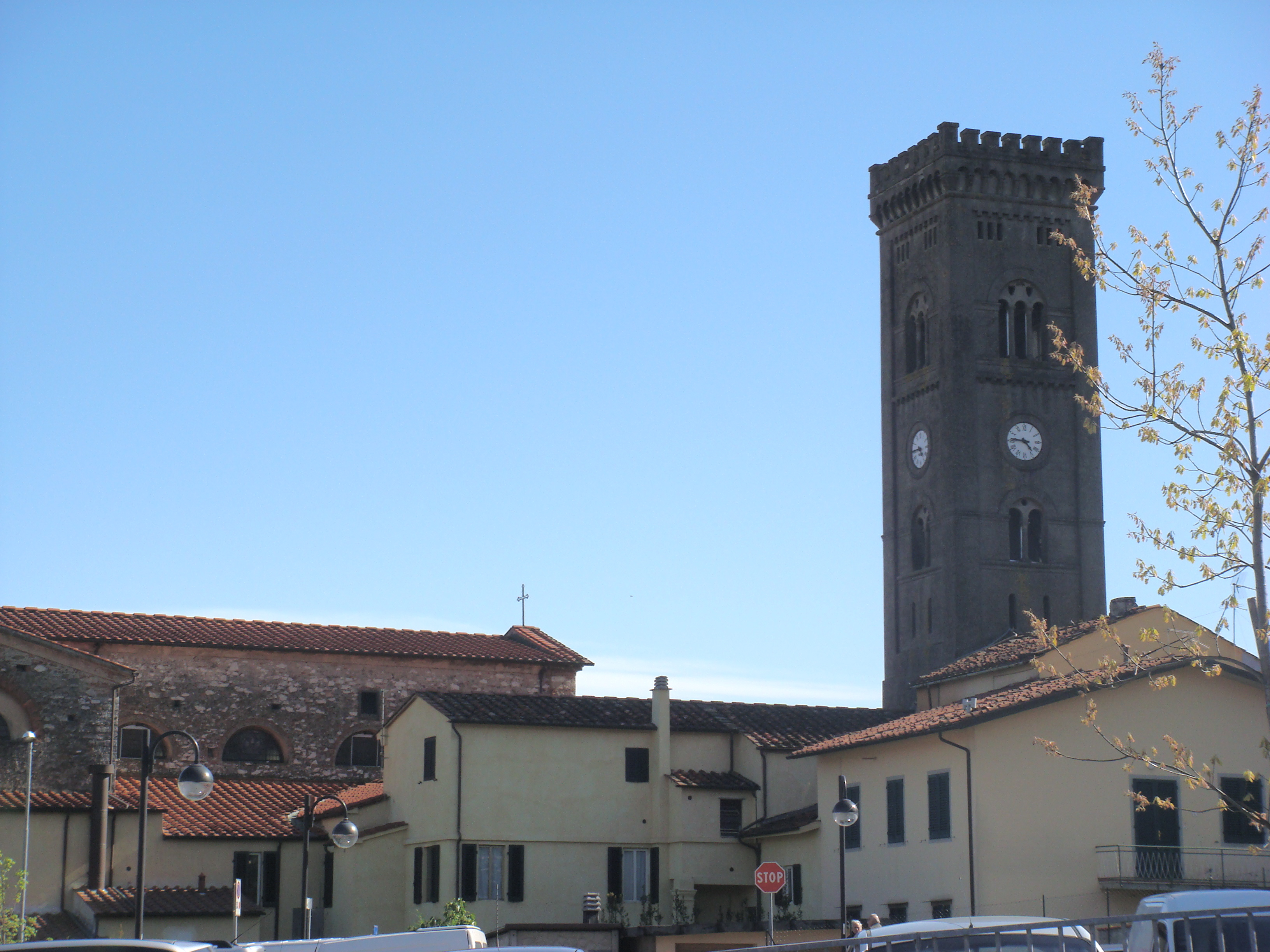

Щорічний фестиваль відбувається 25 квітня. Покровитель — San Marco Evangelista.

## Демографія
Населення за роками:

Станом на 1 січня 2023 року в муніципалітеті офіційно проживало 848 іноземців з 64 країн, серед них 296 громадян країн Євросоюзу та 18 громадян України.

## Сусідні муніципалітети
- Монсуммано-Терме
- Монтекатіні-Терме
- Понте-Буджанезе
- Серравалле-Пістоїєзе